# Mariedalsån

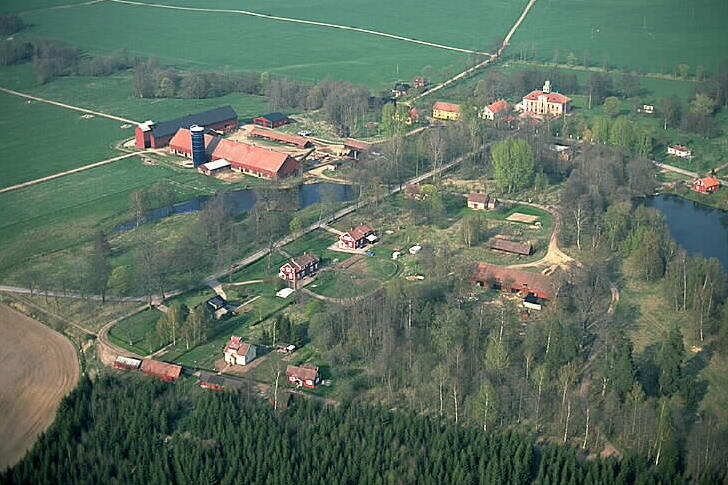
Flygfoto över Mariedalsån då den rinner igenom Mariedal och förbi Mariedals slott. Bilden är från 1990.

Mariedalsån är en 11 kilometer lång å som är belägen i Götene kommun. Den rinner upp i Mariedal och rinner ut i Vänern. Platsen där Mariedalsån rinner ut kallas Sjökvarn vilket är i omedelbar anslutning till Källby småbåtshamn.
Kring en sträcka av ån har ett naturreservat inrättats benämnt Mariedalsån.